# Caza primitiva
La Caza primitiva es un óleo sobre tabla de 70,5 x 169,5 cm de Piero di Cosimo, datada hacia 1500-1505 y conservado en el Museo Metropolitano de Arte de Nueva York. Forma parte de la serie Historias de la humanidad primitiva.

## Historia
El panel es generalmente identificado con uno de los que decoraban un cuarto del Palacio Del Pugliese de Florencia, vistos y descritos por Vasari. Probablemente se trataba de un respaldo. Con la Regreso de la caza entró en el museo neoyorquino en 1875, como regalo de Robert Gordon.

## Descripción y estilo
La serie está dedicada a la historia de la humanidad antes del descubrimiento del fuego, sin el conocimiento de los metales y por tanto de las armas. En este panel, el primero de las historias, está representado un bosque en profundidad, con algunas filas irregulares de árboles que conducen el ojo del espectador hacia la lejanía, según una estratagema ya usada por Paolo Uccello en Caza nocturna.
La escena está dedicada al caos antes de cualquier forma de conocimiento. Está repleta de figuras humanas semidesnudas, animales y seres semibestiales, como sátiros y centauros, que se enfrentan en una lucha feroz e indiscriminada. Desde la izquierda se ven, entre otros, osos y leopardos que se abalanzan sobre una manada de ciervos y jabalíes, un gran perro blanco que muerde a una leona en el hocico, dos hombres que tratan de separar a dos osos y un león peleando, mientras un sátiro agarra una gruesa rama para golpearlos, un grupo de hombres vestidos de pieles que transportan un buey cazado, otro hombre en el centro tratando de sujetar un animal que se retuerce, otro que ataca un caballo corriendo (no lo cabalga, como se ve por las piernas recogidas sobre el animal), centauros que huyen con presas, dos sátiros acercándose con garrotes. La presencia de los seres híbridos mitológicos alude a la creencia de que estos fueron el fruto del apareamiento bárbaro de los hombres con los animales. No hay ninguna diferenciación psicológica entre animales, semihombres y hombres. Otros animales pueblan los barrancos del bosque, oscuros e inquietantes.
El homenaje a Paolo Uccello aparece explícito también por el hombre muerto abajo a la derecha, que está rígido y perpendicular a lo largo del eje de perspectiva, escorzado a la perfección.
En toda esta animación nadie se da cuenta del peligro representado por el incendio que se desata en lo profundo del bosque. Dos vistas de paisaje, a los lados, muestran un territorio yermo y desolado.

## Otras imágenes

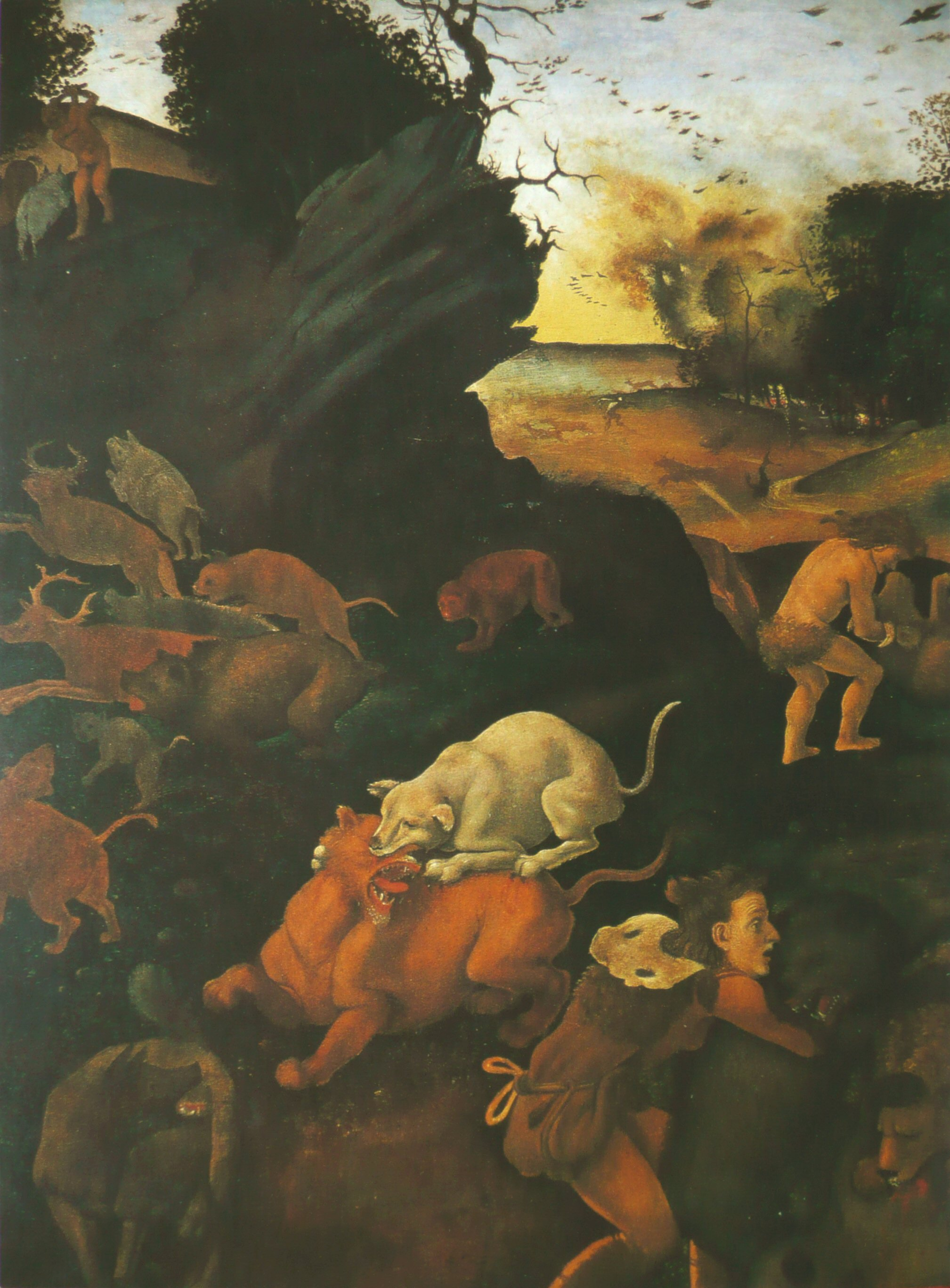
Detalle.
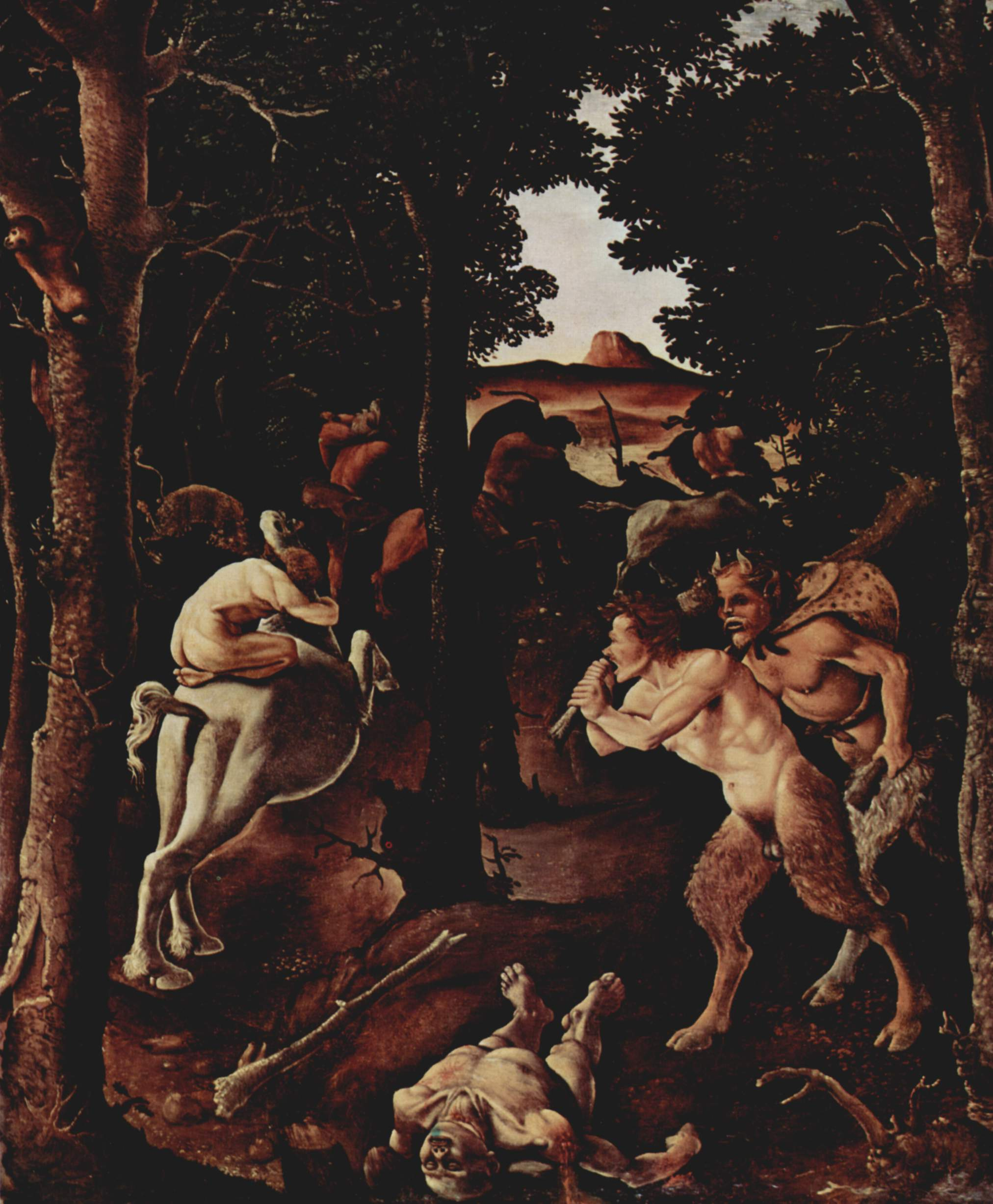
Detalle.